# 法政大学弁論部
法政大学弁論部（ほうせいだいがくべんろんぶ) は、1885年に設立された法政大学の弁論部である。創部以来、多数の政界関係者、経営者等を輩出している。

## 概要
法政大学弁論部は、全国の大学弁論部において殊に古い歴史を持つ、法政大学公認サークルの一つである。専ら弁論、3分間スピーチ、研究会などを活動内容としており、議員会館への訪問も行っている。年に一度、主催する大会に春秋杯争奪全日本学生雄弁大会がある。

## 歴史
法政大学弁論部は、明治18年9月、現在の法政大学である東京法学社内に設置された中央法学会をその前身団体としており、設立にあたっては法政大学創立者の一人、薩埵正邦が中心となった。その時分は従来の太政官制度に代わり、内閣制度への転換が見られた時期であり、社会における政治的気運の高まりから、法律を討論会などを通して学ぶ法学会は盛況を博し、発足から二か月の間に約1000名の入会希望者があった。
明治21年3月には、「五大法律学校連合討論会」の第一回目が開催され、法学会も五大法律学校の一角として参加し、その地位を確立させるに至った。また、専門学校令による学校名の改称後の明治38年11月、法政大学として初めて雄弁会が執り行われた。
時代が進み、第57代衆議院議長を務め、勲一等旭日桐花大綬章を受章した中村梅吉や最高裁判所判事に就任し、勲一等瑞宝章を受章の遠藤光男などの有力人物が卒部、他にも業界を問わず、OB・OGが多種多様な場で活躍している。

## 主な出身者

### 元国会議員
- 中村梅吉　(第57代衆議院議長、元国務大臣)
- 倉石忠雄　(第22代自由民主党総務会長、元国務大臣)
- 伊藤公介　(元国務大臣)
- 佐瀬昌三　(衆議院議員、法政大学法学部教授)

### 現役国会議員
- 上田清司　(参議院議員、元埼玉県知事)

### 地方自治体首長及び地方議会議員
- 遠崎義夫　(元茨城県伊奈町町長)
- 松本和夫　(元佐賀県北方町町長)
- 真鍋欣之　(東京都世田谷区議会議員)
- 稲岡慶郎　(元東京都中野区議会議員)
- 小林たけし　(神奈川県議会議員)
- 浅野目義英　(埼玉県議会議員)
- 北野正徳（長崎県佐世保市議会議員）

### その他
- 遠藤光男　(元最高裁判所判事)
- 大島雄次　(明治安田生命名誉顧問、元同社社長）
- 大木正浩　(JA徳島県共済連本部長)
- 小野恒夫　(法政大学校友会代表)
- 永田伸吾　(金沢大学客員研究員、戦略研究学会大会委員会副委員長）
- 島田昭仁　(都市工学者)
- 柳啓明　(政治経済研究所理事、事務局長)
- 石村幸一郎　(元栃木観光開発株式会社社長)
- 山谷次夫　(株式会社ティアーズ会長)
- 酒井広　(元NHKアナウンサー)
- 吉田渉　(NHK熊本放送局記者)
- 三鬼陽之介　(経済評論家)